# 박민 (축구인)
박민(朴愍, 1986년 5월 6일~)은 대한민국의 전 축구 선수로 포지션은 센터백이었다.

## 선수 시절

### 클럽
2009년 경남 FC 입단을 통해 프로에 전격 입문하여 전북 현대 모터스와의 2009년 리그컵 B조 2차전에서 프로 데뷔골을 멀티골로 장식하는 등 2009 시즌 공식전 22경기(리그 17경기 포함)에 출전하며 준수한 활약을 펼쳤다.
그러나 2010 시즌부터 주전 경쟁에서 차츰 밀려나기 시작한 이후 2011 시즌까지 리그 11경기 출전에 그쳤고 결국 2011 시즌을 끝으로 경남과 결별 수순을 밟았다.
그 후 2012년 광주 FC, 2013년 강원 FC에서 활동했지만 광주와 강원이 2012년과 2013년에 연속으로 강등이 되면서 주앙 파울루와 함께 강등의 아이콘이라는 불명예를 얻었다.
그리고 2014년 FC 안양으로 트레이드되었다가 2015년 군 복무를 위해 구 K3리그의 화성 FC에서 입단하며 2015년 K3리그 준플레이오프 진출을 이끌었고 2017년 군 복무를 마치고 안양으로 복귀했으나 김신철과의 맞트레이드를 통해 부천 FC 1995로 이적했다.

## 사생활
2022년 9월 4일 개그우먼 오나미와 결혼식을 올렸다.

## 방송
- 2022년 SBS 《미운 우리 새끼》 - 게스트